# The Apprentice: Povestea originii lui Trump
The Apprentice: Povestea originii lui Trump (The Apprentice) este un film dramatic biografic din 2024 care examinează cariera lui Donald Trump ca om de afaceri în imobiliare din New York în anii 1970 și 1980, precum și relația sa cu avocatul Roy Cohn. Este regizat de Ali Abbasi și scris de Gabriel Sherman⁠(d). În rolurile principale interpretează actorii Sebastian Stan ca Trump, Jeremy Strong ca avocatul Cohn, Martin Donovan ca tatăl lui Trump, Fred și Maria Bakalova în rolul primei soții a lui Trump, Ivana.
O coproducție internațională între Canada, Danemarca, Irlanda și Statele Unite ale Americii, filmul a fost anunțat în mai 2018, dar nu s-a întâmplat nimic câțiva ani până când Abbasi, Stan și Strong s-au alăturat în toamna lui 2023. După ce a avut premiera la cea de-a 77-a ediție a Festivalului de Film de la Cannes la 20 mai 2024, filmul s-a chinuit ca să găsească un distribuitor american din cauza subiectului său și a încercării echipei juridice a lui Trump de a-i bloca lansarea. Briarcliff Entertainment a cumpărat în cele din urmă drepturile de autor și l-a lansat în cinematografele americane la 11 octombrie 2024.  Filmul a avut recenzii în general pozitive din partea criticilor.